# Жеведь Ілля Михайлович
Ілля Михайлович Жеведь — український військовослужбовець, головний сержант Національної гвардії України, учасник російсько-української війни, що відзначився в ході російського вторгнення в Україну. Герой України (2024).

## Життєпис
Народився 1984 року у  м. Старому Самборі, після закінчення школи навчався на факультеті права Львівського державного університету внутрішніх справ, працював на різних роботах, зокрема, інкасатором. 
Із початком російського вторгнення в Крим і на Донбас вступив до добровольчого батальйону МВС «Київ-1». Брав учать в АТО на сході України з червня 2014 року.
З 2017 року служить у 4-й бригаді оперативного призначення «Рубіж» Національної гвардії України, обіймав посади гранатометника, головного сержанта взводу розвідки (командиром якого був Віталій Литвин). 
Початок російського вторгнення в Україну зустрів у Луганській області.
У червні 2022 року завдяки його мужності та професіоналізму на одній із ділянок фронту в Донецькій області було відбито наступ противника, що значно переважав у кількості. 
У березні разом із побратимами потрапив у засідку, але в складній ситуації швидко організував оборону та знищив ворожу бронетехніку й близько десяти окупантів. Під час ворожого обстрілу встиг своїм тілом накрити пораненого товариша, а сам дістав вогнепальне поранення руки, проте продовжував вести вогонь і дав змогу здійснити евакуацію пораненого побратима.
У березні 2023 року дістав тяжкі поранення ніг внаслідок підриву на міні. Пройшов тривале лікування та відновлення, станом на кінець 2024 року обіймав посаду головного сержанта Північного Київського територіального управління НГУ. 

## Нагороди
- Звання Герой України з врученням ордена «Золота Зірка» (23 лютого 2024) — за особисту мужність і героїзм, виявлені у захисті державного суверенітету та територіальної цілісності України, самовіддане служіння Українському народові[4].
- Орден Богдана Хмельницького ІІІ ступеня (5 червня 2022) — за особисту мужність і самовіддані дії, виявлені у захисті державного суверенітету та територіальної цілісності України, вірність військовій присязі[5].